# Lichenostomus cratitius
El mielero de boqueras o melífago de boca morada (Lichenostomus cratitius) es una especie de ave paseriforme de la familia Meliphagidae endémica del sur de Australia.

## Taxonomía
El mielero de boqueras fue descrito científicamente por el ornitólogo inglés John Gould en 1841 como Ptilotis cratitius. Posteriormente fue trasladado al género Lichenostomus.

### Subespecies
Se reconocen dos subespecies:
- L. c. occidentalis Cabanis, 1851 – se encuentra en el sur de Australia continental;
- L. c. cratitius (Gould, 1841) – localizada en la isla Canguro.